# Caroline Di Cocco
Pour les articles homonymes, voir Di Cocco.
Caroline Di Cocco est une femme politique canadienne en Ontario. Elle représente la circonscription provinciale ontarienne de Sarnia—Lambton à titre de députée libérale de 1999 à 2007. Elle occupe la fonction de ministre de la Coopération internationale dans le cabinet de Paul Martin

## Biographie
Né à Fontechiari dans la province de Frosinone en Italie, Di Cocco émigre au Canada en bas âge. Étudiante au Conservatoire royal de musique, elle travaille ensuite comme enseignante de musique avant d'entrée en politique.
Élue au conseil municipal de Sarnia en 1997, elle y siège jusqu'à l'élection provinciale de 1999 où elle est élue députée de Sarnia—Lambton. Alors dans l'opposition, elle occupe la fonction de critique en matière de culture. En 2002, la République italienne la récompense du titre de chevalière (Cavalieri).
Réélue en 2003, elle est nommée assistante parlementaire de Michael Bryant (en), ministre du Renouveau démocratique en octobre 2003. En septembre 2004, elle devient assistante parlemantaire de Marie Bountrogianni (en), ministre de l'Enfance et des Services à la jeunesse.
Promue au poste de ministre de la Culture (en) en avril 2006, elle demeure en poste jusqu'à sa défaite en 2007.